# Рукавишнікова Ольга Олександрівна
Ольга Олександрівна Рукавишнікова  (рос. Ольга Александровна Рукавишникова, 13 березня 1955) — радянська легкоатлетка, олімпійська медалістка.

## Виступи на Олімпіадах
| Олімпіада   | Дисципліна   | Місце |
| ----------- | ------------ | ----- |
| Москва 1980 | П'ятиборство | 2     |